# 顾均正
顾均正（1902年—1980年12月16日），男，浙江嘉兴人，中华人民共和国科普作家、出版家、翻译家，曾任中国民主促进会中央委员会常务委员，北京市政协副主席，第四、五届全国政协委员。

## 生平
1923年考入商务印书馆任编辑。1930年起担任开明书店《中学生》杂志编辑，转向科普创作领域。1939年他与余在学、李尊权、刘振汉4人一起创办了《科学趣味》期刊。
解放后，担任中国青年出版社副社长兼副总编辑。1951年加入中国民主促进会。 